# امیرآباد سوخک
امیرآباد سوخک، روستایی در دهستان سعادت‌آباد از توابع بخش پاریز شهرستان سیرجان در استان کرمان است.

## جمعیت
این روستا در دهستان سعادت‌آباد قرار دارد و براساس سرشماری مرکز آمار ایران در سال ۱۳۹۵، جمعیت آن ۳۱۳ نفر (۹۹ خانوار) بوده‌است.